# 東横瀬駅
東横瀬駅（ひがしよこぜえき）は、埼玉県秩父郡横瀬町横瀬に存在した西武鉄道西武秩父線の貨物駅。
芦ヶ久保 - 横瀬間にあり、実質的には工場の引き込み線が駅として扱われていた。

## 概要
良質の石灰石を産出する山として知られる武甲山では、さまざまな鉱山会社が採掘権を持ち、互いに買収したりされたりの歴史を繰り返していた。このうち横瀬町の西部にあたる裾野の部分に採掘権を持っていたのが三菱セメント（現・三菱マテリアル）である。
その三菱セメントが新たな輸送経路を確保しようと西武鉄道の新線（西武秩父線）に着目し、これを利用して鉄道輸送を行おうとした。これに西武側が応じて同社の横瀬工場内に当駅が設置され、1969年（昭和44年）10月14日の西武秩父線の開業と同時にここを起点とするセメント輸送が開始されたのである。
構内は横瀬駅手前の本線から分岐、勾配を上がって工場内に入り、いくつかに分かれてそのまま行き止まりというヤード状になっており、扱いの上では途中駅であったが実質的には引き込み線であった。貨物列車は当駅を起点として運行され、当初は池袋線池袋駅や国分寺線国分寺駅まで、のちには池袋線所沢駅から武蔵野線の新秋津駅へ延びる連絡線を通って秩父のセメントを運ぶ役目を果たした。
乗り入れしていた貨車は三菱鉱業セメントのタキ1900形の他に、当所でセメント生産機材で使用されていた燃料が重油を輸送される目的で直通していたタキ1500形・9900形・45000形が神奈川臨海鉄道または京葉臨海鉄道-国鉄線-池袋-東横瀬間で重油単独列車またはセメント併結で運用されていた。武蔵野線が開業されると神奈川臨海鉄道-国鉄線-新秋津-東横瀬へ変更されたが、生産機材燃料が重油から石炭へ変更され、さらにはトラック輸送としたことから消滅した。砂利輸送もあり、当初は赤羽線板橋-池袋-東横瀬間であったが新秋津中継へ変更されてからは酒折-新秋津-東横瀬間となった。
多くの大手民鉄が貨物輸送を廃止する中で、西武鉄道では当駅発の列車のみは運行を続けたが、セメントの著しい輸送減にともない、1990年代に入る頃から当駅発列車の削減を開始、1995年（平成7年）秋には正式撤退を表明した。そして翌1996年（平成8年）3月28日には貨物輸送を廃止し、その4日後に当駅も廃止となった。
| ← 芦ヶ久保方面 | 東横瀬駅 構内配線略図（1993年） | → 横瀬方面 |
| 凡例 出典:     |                                 |            |

## 歴史
- 1969年（昭和44年）10月14日 - 三菱セメント横瀬工場内に引き込み線の形で開業。
- 1990年（平成2年）- 当駅 - 狭山ヶ丘間の袋詰セメント輸送廃止。
- 1996年（平成8年）
  - 3月7日 - 当駅 - 新秋津間のセメント輸送の定期運用終了。
  - 3月28日 - 当駅 - 新秋津間の貨物輸送が正式に廃止され、西武鉄道の貨物輸送全面廃止。
  - 4月1日 - 廃駅。

## 常備車両
1985年時の常備貨車
- タキ1900形（セメント専用）52両、三菱化成工業所有
- タキ11500形（セメント専用）6両、三菱化成工業所有

「昭和60年版私有貨車番号表」『トワイライトゾーンMANUAL13』ネコ・パブリッシング2004年

## 廃駅後の状況
駅そのものが工場の敷地内にあったこともあり、廃止後は設備類は完全に撤去されている。しかし分岐部や斜面部を含めた跡地全体は一部がトラックヤードに転用された以外は手つかずのまま更地にされており、下り列車の右側の窓からわずかな間であるが上向きに仰ぎ見ることができる。

## 隣の駅
西武鉄道
西武秩父線（1996年3月現在）
芦ヶ久保駅 - 東横瀬駅 - 横瀬駅